# Lindsay Crosby
Lindsay Crosby (n. Los Ángeles, California, Estados Unidos; 5 de enero de 1938 - f. Calabasas, California, Estados Unidos; 11 de diciembre de 1989) fue un cantante y actor de cine, teatro y televisión estadounidense.

## Biografía
Lindsay Crosby, era el hijo de los artistas Bing Crosby y Dixie Lee, nació en California y nombrado así por el mejor amigo de su padre y socio de carreras de caballos pura sangre, Howard Lindsay. Fue educado en la escuela secundaria "High" en Loyola, en Los Ángeles. Era recordado por sus amigos por su especial ingenio e inteligente como su padre. Actuó junto a sus hermanos Gary, Dennis y Phillip Crosby en The Crosby Boys, un grupo musical muy famoso durante la década de 1950 en clubes nocturnos, y en el programa The Ed Sullivan Show.
Fue integrante de una gran familia de famosos: Era sobrino del actor / director de orquesta de Bob Crosby, tío de Denise Crosby, primo de Cathy Crosby y Chris Crosby, y medio hermano de Harry Crosby, Nathaniel Crosby y Mary Crosby.

## Carrera
Como actor tuvo una importante trayectoria tanto en cine como en televisión:

### Filmografía
- 1987: Code Name: Zebra ............... Sargento
- 1975: Murph the Surf ............. S.A. Thomas
- 1973: Santee .................... Horn
- 1972: The Mechanic............... Policía
- 1971: Outlaw Riders
- 1970: Bigfoot .................. Wheels
- 1970: The Girls from Thunder Strip
- 1969: Scream Free!  .................... Segundo Agente
- 1967:  The Glory Stompers ................ Monk
- 1963: Swingin' Together .................. Cantante
- 1962: Sergeants 3 ................. Pvt. Wills
- 1945: Out of This World

### Televisión
- 1965: Ben Casey .............. Sharpie
- 1958: The Phil Silvers Show
- 1950:  The Ed Sullivan Show

## Suicidio
Los hijos del artista se vieron muy afectados por el supuesto abuso emocional y físico por parte de su padre y el declive de su madre en el alcoholismo a lo que le siguió su muerte prematura por cáncer.Tras largo tiempo sin recuperarse de la muerte de su madre. El 11 de diciembre de 1989, Lindsay Crosby se mató de un disparo en la cabeza con su rifle en su casa en California. Tenía 51 años.
Tiempo después, su hermano, Dennis, nunca se recuperó de la muerte de Lindsay y también se suicidó con una escopeta en mayo de 1991.